# Turlock
Turlock je město ve Spojených státech amerických. Nachází se v okrese Stanislaus County ve státě Kalifornie. Ve městě žije přibližně 73 tisíc obyvatel a jeho rozloha činí 43,8 km². V okrese Stanislaus jde o druhé nejlidnatější město po městě Modesto. Město zároveň leží právě mezi Modestem a mezi městem Merced.
Městem prochází silnice California State Route 165.

## Rodáci
- Dot Jones (* 1964) – americká herečka a sportovkyně